# 존 올리버
존 올리버(John Oliver, 1977년 4월 23일 ~ )는 잉글랜드의 희극인이자 배우이다.

## 출연 작품
- 라이온 킹 - 자주 역 (목소리)
- 원더랜드 - 스티브 역 (목소리)